# Zendaya (álbum)
Zendaya é o auto-intitulado álbum de estréia pela atriz e cantora americana Zendaya, lançado em 17 de setembro de 2013 pela Hollywood Records. Depois de atuar na série da Disney Shake It Up, Zendaya assinou um contrato com a gravadora Hollywood Records, em que ela começou gravação de sua estréia no final de 2012. Zendaya atuou como co-escritora para o álbum, contribuindo para uma grande parte das canções, para a produção de Zendaya chamados os gostos de Mick Schultz, Harmonia Samuels, Jonas Jeberg, The Suspex, Jukebox, Os Monstros e O Strangerz e Nick Jonas
"Zendaya" consiste de onze canções. Musicalmente, é um pop álbum que incorpora R&B, Electropop, electro-R&B e glitch. Liricamente o álbum aborda temas de dor e amor. Após os álbuns de liberá-lo foi recebido com críticas gerais positivas dos críticos de música, que elogiou a produção de álbuns. Comercialmente o álbum teve um bom desempenho estreando sobre os EUA Billboard 200 no número 51 vendendo 7.458 cópias na primeira semana.
O primeiro single, "Replay", foi lançado em 16 de julho de 2013 e o vídeo da música estreou em 15 de agosto de 2013 no VEVO e no Disney Channel. O single se tornou maior canção de gráficos de Zendaya no momento gráficos tanto no top quarenta de os EUA e Nova Zelândia. Para promover ainda mais o álbum Zendaya realizado em uma variedade de programas de televisão e partiu em uma turnê norte-americana intitulada Swag It Out Tour.

## Produção
Depois de iniciar sua carreira como atriz, atuando em shows, incluindo Shake It Up , ela começou apresentando no trilhas sonoras lançando os singles " Watch Me" e "Something To Dance For", Zendaya anunciou que assinou um contrato de gravação. Em 8 de agosto de 2012 Zendaya anunciou que tinha assinado um contrato com a gravadora Hollywood Records, através de seu oficial do twitter conta ela comentou sobre a escrita assinatura; "momento épico na minha vida ... é oficial Hollywood Records!!" , o comentário também incluiu fotos de si mesma com os executivos da gravadora assinar um contrato. Em maio de 2013, foi relatado que o álbum de estréia de Coleman seria lançado no outono de 2013, e os álbuns de levar só seria lançado em junho. Em 13 de agosto de 2013, Zendaya revelou que seu álbum de estréia auto-intitulado que, junto com revelar a arte oficial para o registro.

## Singles
- "Replay" foi lançado como single de estreia em 16 de julho de 2013. A canção foi recebida com críticas positivas dos críticos observando o single de quebrar o musical "molde" e elogiou a música para suas letras cativantes. "Replay" foi um sucesso moderado, onde estreou no número setenta e sete e chegou a pico de quarenta na Billboard Hot 100 , tornando Replay seu primeiro single a pegar o top 40. A canção também fez aparições nas paradas da Nova Zelândia e Billboard Club Dance Play aparecendo em 18º e 3º, respectivamente.

- "My Baby": A canção foi composta por Coleman, Nicholas Calvície, e Robert Brackins. Brackins que escreveu a canção tem postar atrás da imagem scences no Instagram, assim como Zendaya. Uma versão remix foi lançada como B-Side para o destaque, American únicos rappers Ty Dolla Sign , Iamsu! e Bobby Brackins. Zendaya negou que a canção se tornaria um single, mas no dia seguinte, uma pré-visualização do vídeo da música foi lançado. O vídeo da música foi lançado em 27 de janeiro.

## Promoção
Em 19 de setembro de 2013 Zendaya fez sua primeira apresentação nacional em The Ellen DeGeneres Show , no qual ela cantou os álbuns levar único. Em 29 de outubro, Zendaya foi a Nova Artista do Mês no The Today Show , onde se apresentou uma versão acústica de "Replay".  Em 29 de novembro, ela cantou "Replay" no BET 106 & Park .  Zendaya promoveu ainda mais o projeto, realização de eventos, como "106 & Park" especial "106 & prom", na qual ela falou sobre seu projeto de música próximo. No início de 2012 Zendaya embarcou em uma turnê norte-americana intitulada Swag It Out Tour, a fim de promover seu álbum de estréia e o Shake It Up soundtrack . A turnê começou em 5 de agosto de 2012 em Oakland e terminou em 17 de dezembro de 2013. O passeio consistiu de duas pernas sobre a América e Canadá, com um total de vinte e um shows.

## Desempenho Gráfico
O álbum estreou na Billboard 200 no número 51 vendendo cerca de 7.458 cópias em sua primeira semana.

## Lista de faixas
| N.º | Título                   | Producer(s)                    | Duração |  |
| 1.  | "Replay"                 | Mick Schultz                   | 3:29    |  |
| 2.  | "Fireflies"              | Harmony Samuels                | 4:13    |  |
| 3.  | "Butterflies"            | The Monsters and the Strangerz | 3:47    |  |
| 4.  | "Putcha Body Down"       | Jonas Jeberg                   | 3:19    |  |
| 5.  | "Heaven Lost an Angel"   | The Monsters and the Strangerz | 3:11    |  |
| 6.  | "Cry for Love"           | James Roston, Chris Aparri     | 3:48    |  |
| 7.  | "Only When You're Close" | The Monsters and the Strangerz | 3:44    |  |
| 8.  | "Bottle You Up"          | Mitch Allan, Jason Evigan      | 3:38    |  |
| 9.  | "Scared"                 | Ronald Jackson, Robert Allen   | 2:57    |  |
| 10. | "Love You Forever"       | Nick Jonas                     | 4:07    |  |
| 11. | "My Baby"                | NicNac                         | 3:07    |  |

| Faixa bônus da edição das lojas Target |             |             |         |  |
| N.º                                    | Título      | Produced by | Duração |  |
| 12.                                    | "Parachute" | The STRZ    | 3:10    |  |

## Histórico de lançamento
| País           | Data                   | Formato              | Gravadora         |
| -------------- | ---------------------- | -------------------- | ----------------- |
| Estados Unidos | 17 de setembro de 2013 | CD, download digital | Hollywood Records |